# Кутейников, Ефим Дмитриевич
Ефим Дмитриевич Кутейников (1725—1779) — походный атаман войска Донского; войсковой судья.

## Биография
Родился в 1725 году. Военную службу начал в 1746 году при Краснощекове, участвовал в Семилетней войне, где особенно отличился в сражении при Гросс-Егерсдорфе.
В 1763 году получил в командование казачий полк, с которым принял участие в русско-турецой войне и в покорении Крыма (1771 год).
В 1775 году был избран войсковым судьёй, в 1776 году был походным атаманом донского отряда, отправленного против ногайцев и черкесов. В 1778 году командовал всеми донскими пехотными полками в Польше.
В 1779 году принял командование над Азово-Моздокской укреплённой линией, но прослужил на этом посту недолго, вскоре после назначения скончался
Был женат на Марии Тимофеевне (в девичестве Грековой). Один из его сыновей — Дмитрий (1766 — 1844) также избрал военную карьеру и дослужился до генерала от кавалерии.